# Germaine Chaumel
Germaine Chaumel (22. nebo 30. listopadu 1895 v Toulouse – 12. dubna 1982 v Blagnacu) byla francouzská fotografka, zpěvačka, pianistka, kloboučnice a ilustrátorka.

## Osobní život
Chaumel byla z umělecké rodiny; její otec miloval malování, její matka byla klavíristka a její strýc Antonín Provost fotograf. Studovala zpěv a klavír na lycée de jeunes filles de Saint-Sernin. V roce 1919 se provdala za Pierra Granda, se kterým měla v roce 1922 syna Bernarda. O rok později se s ním rozvedla a téhož roku se provdala za Chalese Chaumela, se kterým měla v roce 1925 dceru Pâquerette „Paqui“.
Na začátku druhé světové války ubytovala ve svém domě židovskou rodinu z Antverp.

## Kariéra
V roce 1925 se stala operetní zpěvačkou pod jménem Anny Morgan v Théâtre du Capitole de Toulouse. Hrála Manon v Les Saltimbanques, Marguerite ve Faustovi a také v L'Auberge du Cheval blanc, La Fille de madame Angot a Lakmé. V roce 1933 ukončila svou pěveckou kariéru i jezdectví. Díky svému manželovi v čele místní elektrotechnické společnosti řídila obchod s deskami v Toulouse.